# Warrandyte
Warrandyte är en del av en befolkad plats i Australien. Den ligger i regionen Manningham och delstaten Victoria, omkring 25 kilometer öster om delstatshuvudstaden Melbourne. Antalet invånare är 5 520.
Runt Warrandyte är det mycket tätbefolkat, med 1 632 invånare per kvadratkilometer.. Närmaste större samhälle är Eltham, nära Warrandyte.
Runt Warrandyte är det i huvudsak tätbebyggt. Genomsnittlig årsnederbörd är 1 244 millimeter. Den regnigaste månaden är juli, med i genomsnitt 140 mm nederbörd, och den torraste är januari, med 49 mm nederbörd.